# Liste der Monuments historiques in Viviers-lès-Offroicourt
Die Liste der Monuments historiques in Viviers-lès-Offroicourt führt die Monuments historiques in der französischen Gemeinde Viviers-lès-Offroicourt auf.

## Liste der Objekte
| Bezeichnung                      | Beschreibung                                     | Standort                     | Kennzeichnung | Schutzstatus | Datum | Bild |
| -------------------------------- | ------------------------------------------------ | ---------------------------- | ------------- | ------------ | ----- | ---- |
| Skulptur eines heiligen Bischofs | Stein, farbig gefasst, Ende des 14. Jahrhunderts | in der Kirche St-Èvre (Lage) | PM88000993    | Classé       | 1964  |      |